# Annarita Sidoti
Annarita Sidoti (Gioiosa Marea, 25 luglio 1969 – Gioiosa Marea, 21 maggio 2015) è stata una marciatrice italiana, campionessa mondiale, europea ed europea indoor su varie distanze.

## Biografia
Nata a Gioiosa Marea in provincia di Messina, ultima di quattro sorelle, era alta 1,50 m. Il suo allenatore fu sempre Salvatorino Coletta.
Fece parte della nazionale italiana di atletica leggera per 47 volte e vinse la medaglia d'oro ai Mondiali di Atene 1997 nei 10000 m di marcia.
La Sidoti girò nel 1998 il film Le complici con la regista Emanuela Piovano, interpretando il ruolo di una ragazza da marciapiede. Per le sue qualità morali fu insignita a Barile, in provincia di Pistoia, del titolo di "Sportiva Più".
Morì il 21 maggio 2015, all'età di 45 anni, dopo aver combattuto per oltre cinque anni contro le metastasi di un cancro al seno che, in fase terminale, coinvolsero anche l'encefalo. Lasciò il marito Pietro e i tre figli Federico, Edoardo e Alberto.

## Omaggi
- Nell'ottobre 2016 uscì un docufilm sulla sua vita e sulla sua carriera intitolato Una storia semplice.[3]

- Nel 2018 fu inaugurata una statua in suo onore a San Giorgio di Gioiosa Marea.[4]

## Palmarès
| Anno | Manifestazione          | Sede       | Evento         | Risultato | Prestazione | Note                                     |
| ---- | ----------------------- | ---------- | -------------- | --------- | ----------- | ---------------------------------------- |
| 1988 | Mondiali juniores       | Sudbury    | Marcia 5000 m  | 4ª        | 22'36"47    |                                          |
| 1990 | Europei indoor          | Glasgow    | Marcia 3000 m  | Bronzo    | 12'27"94    |                                          |
| 1990 | Europei                 | Spalato    | Marcia 10 km   | Oro       | 44'00"      |                                          |
| 1991 | Mondiali indoor         | Siviglia   | Marcia 3000 m  | Finale    | dq          |                                          |
| 1991 | Universiadi             | Buffalo    | Marcia 10 km   | Bronzo    | 45'10"      |                                          |
| 1991 | Mondiali                | Tokyo      | Marcia 10 km   | 9ª        | 44'18"      |                                          |
| 1992 | Europei indoor          | Genova     | Marcia 3000 m  | 4ª        | 12'04"51    |                                          |
| 1992 | Giochi olimpici         | Barcellona | Marcia 10 km   | 7ª        | 45'23"      |                                          |
| 1993 | Mondiali indoor         | Toronto    | Marcia 3000 m  | 6ª        | 12'04"16    |                                          |
| 1993 | Mondiali                | Stoccarda  | Marcia 10 km   | 9ª        | 44'13"      |                                          |
| 1994 | Europei indoor          | Parigi     | Marcia 3000 m  | Oro       | 11'54"32    | Miglior prestazione personale            |
| 1994 | Europei                 | Helsinki   | Marcia 10 km   | Argento   | 42'43"      |                                          |
| 1995 | Universiadi             | Fukuoka    | Marcia 10 km   | Oro       | 43'22"      |                                          |
| 1995 | Mondiali                | Göteborg   | Marcia 10 km   | 13ª       | 44'06"      |                                          |
| 1996 | Giochi olimpici         | Atlanta    | Marcia 10 km   | 11ª       | 43'57"      |                                          |
| 1997 | Giochi del Mediterraneo | Bari       | Marcia 10 km   | Argento   | 45'35"      |                                          |
| 1997 | Mondiali                | Atene      | Marcia 10000 m | Oro       | 42'55"49    | Miglior prestazione mondiale stagionale  |
| 1997 | Universiadi             | Sicilia    | Marcia 10 km   | Bronzo    | 44'38"      |                                          |
| 1998 | Europei                 | Budapest   | Marcia 10 km   | Oro       | 42'49"      |                                          |
| 1999 | Mondiali                | Siviglia   | Marcia 20 km   | dnf       | dnf         |                                          |
| 2000 | Giochi olimpici         | Sydney     | Marcia 20 km   | dnf       | dnf         |                                          |
| 2001 | Mondiali                | Edmonton   | Marcia 20 km   | 8ª        | 1h31'40"    | Miglior prestazione personale stagionale |
| 2002 | Europei                 | Monaco     | Marcia 20 km   | 8ª        | 1h31'19"    |                                          |

## Campionati nazionali
- 1 volta campionessa nazionale assoluta di marcia 5000 m (1995)
- 1 volta campionessa nazionale assoluta di marcia 10 km (1991)
- 4 volte campionessa nazionale assoluta di marcia 20 km (1992, 1995, 2000, 2002)
- 4 volte campionessa nazionale assoluta indoor di marcia 3000 m (1991, 1994, 2001, 2002)

1988
- Argento ai campionati italiani assoluti indoor, marcia (5000 m) - 14'15"12

## Riconoscimenti ed encomi

### Qualità morali
- Sportivo più a Barile di Pistoia nel 1998